# Seiya Sanada
Seiya Sanada (真田 聖也 Sanada Seiya?, 28 de enero de 1988) es un luchador profesional japonés quien actualmente tiene un contrato libre en la promoción japonesa New Japan Pro-Wrestling. Es más conocido por su trabajo en All Japan Pro Wrestling, donde fue el primer Campeón de la TV Gaora cuando ganó un torneo, un dos veces Campeón en Parejas de Toda Asia y una vez Campeón Mundial en Parejas tras ganar la 2011 World's Strongest Tag Determination League. 
También es conocido por su paso en la promoción japonesa WRESTLE-1 y la promoción estadounidense Total Nonstop Action Wrestling (TNA), en donde fue una vez Campeón de la División X de la TNA. Es el actual campeón IWGP World Heavyweight Championship.

## Carrera en lucha libre profesional

### All Japan Pro Wrestling (2007–2013)
Sanada fue entrenado por la escuela Mutohjuku de Keiji Mutō y debutó el 13 de marzo de 2007, en una derrota haciendo equipo con Ryuji Hijikata contra Katsuhiko Nakajima y Y28. Dentro de unos meses en su carrera, Sanada ganó su primer honor cuando se unió con Kensuke Sasaki y Nakajima para ganar el Samurai TV Triple Arrow Tournament el 29 de mayo de 2007. Tras la victoria del torneo, Sanada pasó los próximos dos años luchando en luchas inaugurales con otros luchadores emergentes y comenzó a hacer equipo con Manabu Soya. En 2009, Sanada empezó a moverse en estatus cuando él participó en su primer Champion Carnival pero terminó último sin puntos. Más adelante en el año, Sanada rompió con Soya y se asoció brevemente con Osamu Nishimura con los dos entrando en la 2009 World's Strongest Tag Determination League con Sanada incluso consiguiendo una victoria por pinfall sobre los campeones en parejas Taiyo Kea y Minoru Suzuki pero el equipo terminó cuando Sanada sufrió de gripe y tuvo que retirarse del torneo.
En 2010, Sanada entró una vez más al Champion Carnival pero los resultados fueron los mismos ya que terminó último en su bloque, sin puntos. En la primavera, Sanada formó el stable New Generation Force con Suwama, Masayuki Kono, Ryota Hama y Manabu Soya. El 29 de agosto de 2010 en Pro Wrestling Love in Ryogoku Vol. 10, Sanada y Soya derrotaron a Taru y Big Daddy Voodoo para ganar el Campeonato en Parejas de Toda Asia. Sanada y Soya entraron a la 2010 World's Strongest Tag Determination League en el otoño donde terminaron en sexto lugar con 7 puntos. Sanada y Soya perderían el Campeonato en Parejas de Toda Asia ante Daisuke Sekimoto y Yuji Okabayashi el 21 de marzo de 2011. Durante el año 2011, Sanada alcanzó todo su potencial al llegar a la final contra Yuji Nagata, pero perdió contra él en la final. También entró en la 2011 World's Strongest Tag Determination League con Kai y ganó el torneo al derrotar a Masayuki Kono y Masakatsu Funaki en las finales. Ellos entonces desafiaron a los Campeones Mundiales en Parejas de AJPW Dark Cuervo y Dark Ozz por una oportunidad por los títulos pero se quedaron cortos. Luego se enfrentaron el uno al otro en una lucha individual, que Sanada ganó. Después de la lucha ambos tuvieron una entrevista y Sanada decidió separar el equipo y seguir adelante con sus carreras individuales, a lo que Kai también acordó. En el 2012 desafió a Suwama a una lucha de 60 minutos, pero también se quedó corto en esa lucha. Entonces desafió a su antiguo entrenador Satoshi Kojima a una lucha, pero también se quedó corto después de un «Lariat» de Kojima, durante la lucha sufrió una lesión en la rodilla derecha, por lo que después se tomó un poco de tiempo para curar la rodilla. Luego participó en el Champion Carnival de 2012 y perdió ante su excompañero de equipo Manabu Soya, pero luego ganó contra el hermano de Manabu Soya, Takumi Soya y debutó un nuevo movimiento final llamado «This Is It». El 20 de mayo de 2012, Sanada y Joe Doering derrotaron a Soya y Takao Ōmori para ganar el Campeonato Mundial en Parejas. Sanada y Doering perdieron el título ante Soya y Ōmori el 17 de junio. El 7 de octubre de 2012, Sanada derrotó a Yasufumi Nakanoueno en la final de un torneo para convertirse en el inaugural Campeón de la TV Gaora. Después de alcanzar las semifinales del Champion Carnival de 2013, All Japan anunció el 1 de mayo de 2013 que Sanada iría en una excursión de aprendizaje a Moncton, Canadá, donde entrenaría bajo Emile Duprée. Durante la excursión, Sanada perdió el Campeonato de la TV Gaora ante René Duprée el 27 de mayo.

### WRESTLE-1 / Total Nonstop Action Wrestling (2013–presente)
El 1 de julio, mientras todavía estaba en Canadá, Sanada anunció su renuncia de All Japan, tomando parte en un éxodo masivo causado por la asunción de Nobuo Shiraishi como nuevo presidente de la promoción. Después de su dimisión, Sanada viajó a México por su propia cuenta para continuar su entrenamiento. Aunque Sanada no fue anunciado como parte de la nueva promoción de Keiji Mutō WRESTLE-1, hizo una aparición sorpresa en el evento inaugural de la promoción el 8 de septiembre, perdiendo ante Kai. Sanada y Kai tuvieron una revancha en el evento principal del segundo show de WRESTLE-1 el 15 de septiembre; esta vez Sanada fue victorioso. El 24 de septiembre, WRESTLE-1 anunció que Sanada había firmado un contrato con la promoción. Sanada luchó su primer combate bajo un contrato con WRESTLE-1 el 6 de octubre, perdiendo ante Kai en el evento principal del primer evento de la promoción en el Pabellón Korakuen. Como resultado, Kai ganó la serie entre él y Sanada 3-2.
El 16 de noviembre, Sanada desafió sin éxito al visitante luchador estadounidense A.J. Styles por el Campeonato Mundial Peso Pesado de la TNA. A principios de 2014, a Sanada se le ofreció la oportunidad de ganar otra oportunidad por el título, pero en cambio optó por ir por el Campeonato de la División X de la TNA. El 15 de febrero, Sanada derrotó a diecinueve otros hombres en una batalla real para convertirse en el contendiente número uno al título. El 2 de marzo en Kaisen: Outbreak, Sanada derrotó a Austin Aries para convertirse en el nuevo Campeón de la División X de la TNA. Al día siguiente, WRESTLE-1 anunció que Sanada se iría de Japón a trabajar para TNA indefinidamente. Sanada hizo su debut en TNA el 9 de marzo en Lockdown, donde él, trabajando sólo bajo su apellido, hizo equipo con The Great Muta y Yasufumi Nakanoueno para derrotar a Chris Sabin, Christopher Daniels y Kazarian en un six-man tag team steel cage match. Cuatro días más tarde, Sanada debutó en Impact Wrestling, haciendo equipo con Tigre Uno para derrotar a los Campeones Mundiales en Parejas de la TNA, The BroMans (Robbie E & Jessie Godderz), en un combate no titular. Como resultado, los dos recibieron una oprotunidad por el Campeonato Mundial en Parejas de la TNA la semana siguiente, pero fueron derrotados en un three-way match, que también incluyó a The Wolves (Davey Richards & Eddie Edwards). El 22 de marzo, Sanada regresó a WRESTLE-1 para defender con éxito el Campeonato de la División X de la TNA contra Seiki Yoshioka. Sanada haría otro retorno a WRESTLE-1 el 17 de abril, defendiendo con éxito el Campeonato de la División X de la TNA contra Christopher Daniels. De vuelta en TNA, Sanada y Tigre Uno fueron puestos el uno contra el otro en una serie al "mejor de tres" por el Campeonato de la División X de la TNA. El 27 de abril en Sacrifice, Sanada derrotó a Uno para ganar la serie 2-1 y retener el Campeonato de la División X. El 15 de junio en Slammiversary XII, Sanada derrotó a Davey Richards, Eddie Edwards, Crazzy Steve, Manik y Tigre Uno en un six-way ladder match para retener el Campeonato de la División X. En las grabaciones del 20 de junio de Impact Wrestling, Sanada perdió el Campeonato de la División X ante Austin Aries.
Durante las grabaciones del 25 de junio, Sanada participó en un angle en el que traicionó a su mentor, The Great Muta, atacándolo con una silla y un moonsault, después de salvarlo inicialmente de James Storm, convirtiéndolo en heel en el proceso. Al día siguiente en Destination X, Storm introdujo a Sanada como su nuevo protegido, antes de que derrotara a Brian Cage y Crazzy Steve para avanzar a la final del torneo por el vacante Campeonato de la División X. En las grabaciones del 27 de junio de Impact Wrestling, Sanada fue derrotado por Samoa Joe en la final del torneo, que también incluyó a Low Ki. El 6 de julio, Sanada regresó a WRESTLE-1 para participar en el segundo evento desde el Ryōgoku Kokugikan de la promoción, Shōgeki: Impact, donde fue derrotado por The Great Muta en el evento principal. Al día siguiente, WRESTLE-1 y Sanada celebraron una conferencia de prensa para anunciar que él había firmado un contrato con TNA, dándole un doble contrato entre WRESTLE-1 y la promoción estadounidense. Más tarde se anunció que el contrato de Sanada con TNA era por un año. El 27 de agosto en Impact Wrestling, Sanada debutó el nuevo nombre de The Great Sanada y un look inspirado en The Great Muta, antes de derrotar a Austin Aries con la ayuda de Storm.

## En lucha
- Movimientos finales
  - Bridging tiger suplex[45]
  - Moonsault[1][2][45] – adoptado de The Great Muta
  - This Is It/Skull End (Dragon sleeper con bodyscissors)[1][2] – 2012–presente
  - Superkick a un oponente arrodillado[46][47] – TNA; adoptado de James Storm

- Movimientos de firma
  - Backslide pin[45]
  - Bridging dragon suplex[45]
  - Dropkick, a veces mientras realiza un springboard[45] o desde la tercera cuerda[5]
  - German suplex[45]
  - Green mist[46][47] – TNA
  - Japanese leg roll clutch[1][2][45]
  - Rolling cradle[45]
  - Standing moonsault[45]

- Mánagers
  - James Storm[48]

- Apodos
  - "Saint Seiya"[45]
  - "Shining Star"[4]
  - "Seishun Hurricane"[5] ("Joven Huracán" en japonés)[4]

## Campeonatos y logros
- All Japan Pro Wrestling

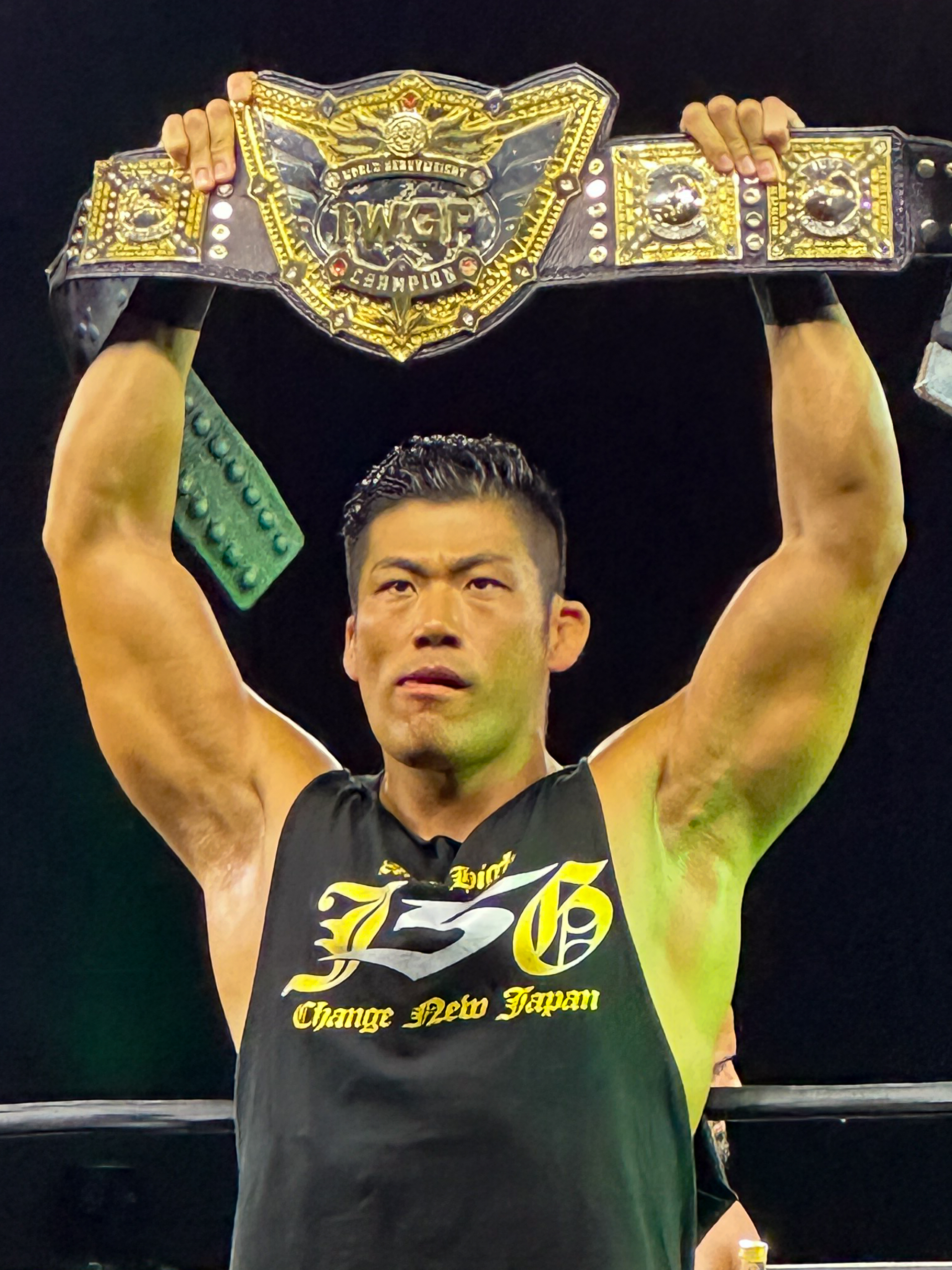
Sanada como Campeón Mundial Peso Pesado de IWGP.

  - All Asia Tag Team Championship (2 veces) – con Manabu Soya[1][2]
  - Gaora TV Championship (1 vez)[1][2]
  - World Tag Team Championship (1 vez) – con Joe Doering[1][2]
  - Gaora TV Championship Tournament (2012)
  - Samurai TV Cup Triple Arrow Tournament (2007) – con Kensuke Sasaki y Katsuhiko Nakajima[5]
  - World's Strongest Tag Determination League (2011) – con Kai

- New Japan Pro-Wrestling
  - IWGP World Heavyweight Championship (1 vez)
  - IWGP United States Heavyweight Championship (1 vez)
  - IWGP Tag Team Championship (3 veces) - con Evil (2) y con Tetsuya Naito (1)
  - NEVER Openweight 6-Man Tag Team Championship (3 veces) - con Bushi y Evil
  - World Tag League (2017 y 2018) — con Evil

- Total Nonstop Action Wrestling / WRESTLE-1
  - TNA X Division Championship (1 vez)[26]

- Pro Wrestling Illustrated
  - Clasificado en el puesto n.º 66 en los PWI 500 de 2014[49]
  - Clasificado en el puesto n.º 136 en los PWI 500 de 2015[50]
  - Clasificado en el puesto n.º 144 en los PWI 500 de 2016[51]
  - Clasificado en el puesto n.º 153 en los PWI 500 de 2017[52]
  - Clasificado en el puesto n.º 62 en los PWI 500 de 2018[53]
  - Clasificado en el puesto n.º 42 en los PWI 500 de 2019[54]
  - Clasificado en el puesto n.º 85 en los PWI 500 de 2020[55]
  - Clasificado en el puesto n.º 71 en los PWI 500 de 2021[56]
  - Clasificado en el puesto n.º 189 en los PWI 500 de 2022[57]
  - Clasificado en el puesto n.º 11 en los PWI 500 de 2023[58]
  - Clasificado en el puesto n.º 16 en los PWI 500 de 2024[59]

- Wrestling Observer Newsletter
  - Lucha 5 estrellas (2019) vs. Kazuchika Okada en New Japan Cup 2019 - Tag 12 el 24 de marzo